# Línea 507 (Escobar)
La línea 507 es una línea de colectivos interurbana de Argentina. Une Belén de Escobar con los barrios de dicha ciudad.

## Ramales de la línea[2]

### Estación Escobar- Cementerio Escobar
- Ida: desde Terminal de Ómnibus Escobar por Spadaccini, Sarmiento, Dr. Travi, Mitre, Los Lazaristas, Juan P. Asborno, Galileo, Bramonte, Tiziano, Las Heras, Mateo Gelves y Tiziano (Cementerio Escobar).
- Vuelta: desde el cementerio de Escobar (Mateo Gelves y Tiziano) por Tiziano, Las Heras, Bramonte, Galileo, J.P Asborno,  Estrada, Sarmiento, Dr. Travi, Rivadavia hasta Terminal de Ómnibus de Escobar.

### Estación Escobar- B° El Mirador
- Ida: igual a recorrido a Cementerio Escobar hasta Tiziano y Las Heras, Las Heras, Richieri, Durero, Piazzola, Hipólito Irigoyen,  Ricchieri, Las Heras hasta el 4150 (Escuela Primaria N.º 8 / Escuela Secundaria Básica N.º 32 y Jardín de Infantes 907).
- Vuelta: desde Las Heras 4150 (Escuela Primaria N.º 8 / Escuela Secundaria Básica N.º 32 y Jardín de Infantes 907) por Las Heras, Richieri, Hipólito Irigoyen, Piazzola, Durero, Ricchieri, Las Heras, Tiziano por el mismo recorrido hasta Terminal de Ómnibus Escobar.

## Unidades
Unidades en Circulación: Colores: unidades blancas con el nombre Isleña Metropolitana (con fondos naranja y verde) y con una rosa.

## Historia
La empresa nació en Belén de Escobar en el Año 1989, siendo sus principales apoderados Ana D´Alessandro y Norberto Spen. Comenzaron utilizando unidades Mercedes Benz 1112 OH, Modelos 1982, en el cual hacían solamente Estación Escobar - Cementerio por B° Philips. 
Luego de paso de los años, comenzaron a extenderse haciendo recorridos por las ciudades de Del Viso y Savio. Actualmente estos servicios se encuentran fuera de Circulación.

## Actualidad
Actualmente la línea es operada por Cía. La Isleña S.R.L.